# Convento de Santa María de La Tourette
La Sainte Marie de la Tourette es un edificio religioso perteneciente a la Orden de los Dominicos, diseñado por Le Corbusier y situado en el municipio de Eveux,en L'Arbresle, cerca de Lyon, en el territorio de La Tourette.

## Historia
Por invitación del padre Couturier de la Orden Dominicana, Le Corbusier desarrolló un proyecto con los principios religiosos de la Orden y sus ideas constructivas. También participaron su compañero André Wogenscky. Iannis Xenakis estudió soluciones armónicas para las ventanas, tanto horizontal como verticalmente. La obra comenzó en 1956. A pesar de tener problemas económicos, fue consagrada en octubre de 1960. Gracias a dos clientes, el convento fue cerrado por reformas durante cuatro años, el 3 de las 4 alas. Se reabrió en 2010 para los monjes de la casa y también para visitas guiadas. En 2011 empezaron los trabajos en la restauración de la iglesia y la sacristía.

## Descripción
El monasterio incluye una iglesia, un claustro, una sala capitular, aulas, una biblioteca, un comedor, varios salones, cocinas y un centenar de celdas individuales. Está construido en un valle rodeado de bosques y llanuras. Los monjes también disponen de salas de estudio, refectorios inferiores y finalmente, en contacto con el suelo, de las cocinas. Las áreas adyacentes son la iglesia y la sacristía. Hay un patio directamente conectado con el exterior.

## Arquitectura
La tierra del monasterio se encuentra en el lado de un camino de montaña que desciende al valle. Le Corbusier utiliza la pendiente del terreno para organizar mejor la distribución. El sistema utilizado es muy formal, de hecho, no es fácilmente reconocible como un convento. El edificio es de estilo brutalista y el hormigón está presente en todas partes. No hay molduras y ningún elemento decorativo, en línea con los principios de la pobreza y la sencillez de la Orden. Los elementos se articulan con el ángulo recto. 
El edificio está diseñado principalmente para la relación que tiene los de adentro hacia afuera. En la sacristía y en el altar de la iglesia se ha estudiado principalmente la relación con la luz. En la nave de la iglesia hay dos ventanas. Este juego de luz da un efecto interno diferente durante diferentes momentos del día. Le Corbusier hace variar la altura entre el piso y el techo de acuerdo con la importancia del medio ambiente.